# Eduard Sjevardnadse
Eduard Ambrosis dze Shevardnadze (georgisk: ედუარდ ამბროსის ძე შევარდნაძე ; russisk: Эдуард Амвросиевич Шеварднадзе tr. Eduard Amvrosijevitj Sjevardnadse ; født 25. januar 1928, død 7. juli 2014) var en georgisk politiker og diplomat, der var leder af Georgiske SSR fra 1972 til 1985, hvorefter han blev udenrigsminister i Sovjetunionen (1985-1990). Efter Sovjetunionens opløsning blev han leder af Georgien (som formand for parlamentet) efter præsident Zviad Gamsakhurdia blev afsat. Han blev i 1995 Georgiens præsident, en post han bestred indtil 2003, hvor han måtte fratræde som følge af Rosenrevolutionen.

## Politisk karriere i Sovjetunionen
Sjevardnadse startede sin politiske karriere i Sovjetunionen, først i den georgiske sovjetrepublik, senere på centralt niveau. I 1946 gik han ind i Kommunistpartiet, hvor han steg i graderne.
I 1959 blev han valgt til medlem af Georgiens Øverste Sovjet. I 1965 blev han georgisk minister med ansvar for offentlig orden, et embede han besad til 1972. Han havde da rang af politigeneral.
Korruptionen i Georgien var den gang så udbredt og synlig, at den blev pinlig for de centrale myndigheder i Moskva. Som landets indenrigsminister mellem 1964 og 1972 arbejdede Sjevardnadse hårdt på at bekæmpe korruptionen, deriblandt ved at afsætte Vasilij Mzjavanadze som generalsekretær i kommunistpartiet og afskedige hundredvis af offentlige tjenestemænd. Sjevardnadse overtog derefter selv dette embede, med velsignelse fra Moskva. I 1972 blev han førstesekretær i Georgiens Kommunistparti og dermed sovjetrepublikkens øverste leder.
Som republikkens leder var han også ansvarlig for, at der blev slået ned på oppositionelle og nationalister.
I 1976 blev Sjevardnadse indvalgt i Sovjetunionens centralkomité og i 1978 forfremmet til kandidat i Politbureauet. Fra 1985 til 1990 var Sjevardnadse sovjetisk udenrigsminister.
I 1991 blev Sjevardnadse døbt i Den georgiske ortodokse kirke.

## Politisk karriere i Georgien
Efter Sovjetunionens sammenbrud vendte han tilbage til sit fødeland Georgien, som nu var blevet selvstændigt, og gik ind i politik der. Da præsident Zviad Gamsakhurdia, som Sjevardnadse havde fået fængslet i 1970-erne, blev tvunget til at gå af i et kup i januar 1992, blev Sjevardnadse udnævnt til leder af statsrådet, som overtog magten. Præsidentembedet blev senere genoprettet, og Sjevardnadse blev valgt til præsident. Under den såkaldte roserevolution i november 2003 blev han imidlertid selv tvunget til at gå af.

## Bøger
- Als der Eiserne Vorhang zerriss – Begegnungen und Erinnerungen. Metzler, Peter W., Duisburg 2007, [Aktualisierte, neu konzipierte und ergänzte Ausgabe von Pikri Tsarsulsa da Momawalze – Memuarebi] Die deutsche Ausgabe ist Grundlage für alle Übersetzungen und Ausgaben außerhalb der georgischen Sprache. ISBN 978-3-936283-10-5
- Когда рухнул железный занавес. Встречи и воспоминания.Эдуард Шеварднадзе, экс-президент Грузии, бывший министр Иностранных дел СССР. Предисловие Александра Бессмертных. Übersetzung aus der deutschen in die russische Sprache. Russische Lizenzausgabe von "Als der Eiserne Vorhang zerriss"; Grundlage der russischen Ausgabe ist die deutsche Ausgabe. М.: Издательство "Европа", 2009, 428 с. ISBN 978-5-9739-0188-2
- Kui raudne eesriie rebenes. Übersetzung aus der deutschen in die estnische Sprache. Estnische Lizenzausgabe von "Als der Eiserne Vorhang zerriss"; Grundlage der estnischen Ausgabe ist die deutsche Ausgabe. Olion, Tallinn, 2009. ISBN 978-9985-66-606-7